# Pantheismus
Der Ausdruck Pantheismus oder Pantheïsmus (von altgriechisch πᾶν pān „alles“ sowie θεός theós „Gott“) bezeichnet religionsphilosophische Lehren, in denen die Allheit des Seins an Stelle des Gottesbegriffs steht. Je nach Wortwahl wird die Natur, der Kosmos, die Welt, mit dem Begriff „Gott“ gleichgesetzt. Es ist kein persönlicher bzw. personifizierter Gott vorhanden. Die Allheit des Seins benötigt gewissermaßen keinen Schöpfer, sondern ist in sich vollkommen als das Göttliche zu betrachten.
Gegenüber den dualistischen Denkweisen und insbesondere gegenüber der jüdisch-christlichen Schöpfungstheologie werden in pantheistischen Denkweisen die Natur und deren wissenschaftlich beobachtbare Wesentlichkeiten nicht als getrennt von Göttlichkeit betrachtet, vielmehr ist die Natur immanent göttlich.
Als Sammelname für eine Vielzahl von Erscheinungsformen ist „Pantheismus“ in historischer wie systematischer Hinsicht ein unscharfer Begriff: Je nach Ausprägung berührt sich der Pantheismus mit dem Atheismus und Materialismus, dem Akosmismus, dem Monismus und der Mystik, dem Panentheismus oder dem Panpsychismus. Während im Pantheismus die Allheit des Seins das Göttliche ist, geht der Panentheismus davon aus, dass die Allheit des Seins aus Gott hervorgeht und Gott der Welt innewohnt, aber größer als die Welt sei. Der Panpsychismus hingegen hat keinen religiösen Bezug, sondern ist ein Oberbegriff für metaphysische Theorien der Philosophie, die die Existenz einer materiellen und einer geistigen Seite allen Seins annehmen. Pantheismus, Panentheismus und Panpsychismus sind jedoch häufig schwer voneinander abzugrenzen.
Der von Seiten der Theologie häufig vorgebrachte Einwand, dass der Pantheismus (deutsch auch „Allgottlehre“) identisch mit dem Atheismus sei, ist in dem Sinne gerechtfertigt, dass kein von der Welt verschiedener Gott angenommen wird; es ist jedoch je nach Ausprägung nicht immer so, dass überhaupt kein Gott bzw. göttliches Prinzip angenommen wird.
Die Materie soll im Pantheismus nicht auf das menschliche Konzept von Gott reduziert werden. Der Begriff der Göttlichkeit wird vielmehr oft verwendet, um die emotional spirituelle Mächtigkeit der tiefgründigen Erfahrung im Umgang mit der untrennbar tiefverbundenen Einheit mit aller Materie zu unterstreichen.

## Zum Begriff
Der Begriff entstand in der Zeit der Aufklärung und geht auf den britischen Philosophen John Toland zurück, der ihn 1709 als Ausdruck seiner religiösen Überzeugung schuf. Er postulierte, „es gebe kein von der Materie und diesem Weltgebäude unterschiedenes göttliches Wesen, und die Natur selbst, d. h. die Gesamtheit der Dinge, sei der einzige und höchste Gott.“ 1720 schrieb er sein Werk Pantheisticon, in dem er Ideen aus der Orphik mit solchen des Hylozoismus kombinierte.
In der zweiten Hälfte des 18. Jh. wurden „Spinozismus“ und „Pantheismus“ oft synonym gebraucht, denn Baruch de Spinoza hatte eine Gleichsetzung von Gott und Natur („Deus sive Natura“, „Gott oder (auch) Natur“) vertreten. In den Pantheismusstreit, der von Friedrich Heinrich Jacobi 1785 mit seiner These der Übereinstimmung von Pantheismus und Atheismus ausging, waren als seine Kontrahenten bekannte Anhänger der Aufklärung, wie Moses Mendelssohn, Johann Gottfried Herder und Immanuel Kant, verwickelt.
Monotheistische Denker, die an einen persönlichen Gott glaubten, wandten die Zuschreibung Pantheist polemisch gegen Autoren, die den von ihnen vertretenen Unterschied zwischen Gott und der Welt bzw. der Natur nicht hinreichend betonten. Sie bezeichneten alle Schriftsteller und Gelehrten, die von Spinoza beeinflusst waren, abwertend als „Pantheisten“, so etwa Johann Wolfgang von Goethe und zahlreiche Vertreter der Romantik und des Biedermeier. Tatsächlich liefern die Werke genannter Personen aber unabhängig von der in Abwertung dargestellten Verbindung zum Pantheismus deutliche Hinweise auf deren wirkliche pantheistische Weltsicht.
Jean Guitton (1901–1999) schrieb, jeder Atheismus sei eine Form von Pantheismus, da der Gottesbegriff irgendwie in die Welt hinein gelegt werde. Laut Geo Widengren entwickelt sich aus dem Pantheismus der Polytheismus.

## Pantheistische Denkweisen
Bereits in der Antike entwickelten die Vorsokratiker eine Naturphilosophie, die auch Seele und Göttliches miteinbezog. Auch Platons Kosmologie der Weltseele kann teilweise pantheistisch gedeutet werden. Der Neuplatoniker Plotin betonte das All-Eine und war damit ein direkter Vorgänger der Pantheisten. Die Stoiker betrachteten den Logos als universelles Vernunftprinzip, das Göttliche, welches auch in jedem Menschen sei. Im Mittelalter gab es, anknüpfend an Plotin, vereinzelt pantheistische Tendenzen, z. B. bei Nicolaus Cusanus. In der frühen Neuzeit betrachtete Giordano Bruno das Göttliche als Teil des ewigen Kosmos, wobei sich Göttlichkeit in allen Dingen offenbare.
Als Schöpfer eines sufischen Pantheismus gilt der im 9. Jahrhundert lebende persische Mystiker Bāyazīd Bistāmī. Auch die islamische Philosophie Wahdat al-wudschūd wird vielfach als pantheistische Lehre betrachtet; im modernen Persisch ist der Begriff synonym mit Pantheismus.
Auch aus den ethnischen Religionen nicht-europäischer Kulturen sind pantheistische Vorstellungen bekannt, so etwa die als Kitchi Manitu bezeichnete, den gesamten Kosmos durchdringende Große Kraft der Algonkin-Indianer oder Wakan Tanka, ein sehr ähnliches Konzept der Sioux-Indianer Nordamerikas.

## Pantheismus in der Gegenwart
Im 20. Jahrhundert gehörten Frank Lloyd Wright, Neale Donald Walsch und Arnold Toynbee zu den Vertretern des Pantheismus. Auch Albert Einstein („Gott würfelt nicht“) stand pantheistischem Denken nahe, verstand er sich selbst doch nicht nur als konfessionslos, sondern bekannte sich explizit auch als Spinozist und zu einer „kosmologischen Religiosität“. Mit dem wachsenden Bewusstsein für Umweltproblematiken im späten 20. Jahrhundert erstarkte der Pantheismus, unter anderem auch als Alternative zu Christentum und reinem Atheismus. Im Jahr 2018 hat sich ein überregionaler Verein in Deutschland gegründet, die Liga der Pantheisten, der versucht, Pantheisten und Panentheisten im deutschsprachigen Raum eine Stimme zu geben.

## Pantheismus und die Freireligiöse Bewegung
Laut Eigendarstellung der Freireligiösen Bewegung gibt es unter den Freireligiösen auch Pantheisten und pantheistische Gottesvorstellungen.

## Kritik am Pantheismus
Jacques de La Faye verfasste 1709 eine Streitschrift gegen den Pantheismus Tolands. Auch Gottfried Wilhelm Leibniz kritisierte Toland und seinen „Pantheismus“, da er über die Welt rede wie über Gott.
Arthur Schopenhauer (1788–1860) kritisierte Pantheismus als „Euphemie für Atheismus“: „Ein unpersönlicher Gott ist gar kein Gott, sondern bloß ein missbrauchtes Wort.“ Ebenso beschrieb zu Beginn des 21. Jahrhunderts Richard Dawkins Pantheismus als aufgepeppten Atheismus („sexed-up Atheism“).
Während der traditionelle Gottesbegriff im Theismus von einer völligen Unterschiedenheit von Gott und Welt ausgeht, glaubt der Pantheismus, die Welt mit Gott identifizieren zu können. Dagegen halten christliche Theologen daran fest, dass weder die Welt mit Gott noch Gott mit der Welt identifiziert werden könne. Wenn Gott im „Endlichen“ gründe, werde die Transzendenz Gottes – ein nach christlicher Überzeugung wesentliches Kennzeichen – aufgehoben.
Für die katholische Kirche entschied das Erste Vatikanische Konzil 1870, dass man Gott „als wirklich und wesentlich von der Welt verschieden verkünden“ müsse („praedicandus est re et essentia a mundo distinctus“, DS 3001).
Gegen den Pantheismus werden von christlichen Philosophen zudem folgende Kritikpunkte vorgebracht: Wenn alle Dinge „in Gott“ wären, müssten sie – aufgrund der absoluten Notwendigkeit Gottes und seines „Innenlebens“ – ebenfalls notwendig sein. Damit wäre jede Verantwortlichkeit, insbesondere die für Böses, unmöglich. Menschliche Freiheit wäre damit ebenso ausgeschlossen. Wegen der substanziellen Unselbständigkeit der „Dinge“ wäre dann auch ein auf personaler Selbständigkeit beruhendes menschliches Selbstbewusstsein nicht vorfindbar.
Im Januar 2010 kritisierte der Vatikan den Pantheismus aufgrund dessen Verneinung einer menschlichen Überlegenheit über die Natur und warf Pantheisten vor, die Erlösung in der Natur und nicht in Gott zu suchen.